# Yến Lê Espiritu
Yến Lê Espiritu là nữ giáo sư, tiến sĩ xã hội học người Việt hiện đang làm việc tại trường Đại học California, Los Angeles (Mỹ). Bà đã được trao tặng Giải thưởng Giảng dạy Cao học xuất sắc (Excellence in Graduate Teaching) năm 2009.

## Tiểu sử
Yến Lê Espiritu sinh ra ở Việt Nam. Từ nhỏ, bà cùng gia đình định cư ở Hoa Kỳ. Mẹ bà tái hôn với một người Mỹ sau khi ly dị. Vì vậy, tuổi thơ của bà nhiều nỗi buồn vì nhớ quê hương và cha đẻ. Bà may mắn được mẹ và người cha kế nuôi dưỡng chu đáo.
Yến Lê Espiritu tốt nghiệp ngành Truyền thông tại Đại học California, Los Angeles năm 1985. Sau đó bà tiếp tục lấy bằng cao học tại Đại học California, Los Angeles.
Năm 1990, Yến Lê Espiritu lấy bằng Tiến sĩ xã hội học tại Đại học California, Los Angeles. Sau đó, bà tham gia giảng dạy sau đại học và nghiên cứu tạiĐại học California, Los Angeles.

## Công việc nghiên cứu
Bà giảng dạy về các vấn đề dân tộc, nhập cư, tị nạn, những khác biệt văn hoá của cộng đồng thiểu số tại Mỹ. Bà cũng là tác giả của nhiều cuốn sách về đề tài này, trong đó có cuốn "Filipino American Lives" (Cuộc sống người Mỹ-Philíppin).

## Công trình nghiên cứu
- Yến Lê Espiritu, Home Bound: Filipino American Lives across Cultures, Communities, and Countries, ISBN 0520235274 | ISBN 978-0520235274, Tháng 5 năm 2003, Nhà xuất bản: University of California Press.[6]
- Yến Lê Espiritu, Asian American Women and Men: Labor, Laws, and Love (Gender Lens Series), ISBN 0742560619 | ISBN 978-0742560611, Nhà xuất bản: Rowman & Littlefield Publishers; Second Edition edition (ngày 28 tháng 10 năm 2007).[7]